# Saki Nakajima
Saki Nakajima (中島 沙樹 Nakajima Saki?,  Saitama, Japón, 1 de septiembre de 1978) es una actriz de voz japonesa, afiliada a Haikyō.

## Filmografía
Papeles importantes aparecen en negrita.

### Anime
- Bleach como Chizuru Honshou.
- Blue Dragon como Bouquet.
- Duel Masters como Mimi Tasogare.
- Gravion Zwei como Dika.
- Hayate the Combat Butler como Saki Kijima, Taiga Ookouchi.
- Märchen Awakens Romance como Dorothy.
- Ragnarok The Animation como Alice.
- Muteki Kanban Musume (Ramen Fighter Miki) como Wakana Endou.
- Strawberry Panic como Chikaru Minamoto.
- ToHeart2 como Karin Sasamori.
- Tokyo Mew Mew como Ichigo Momomiya; Interpretación del Ending.

### Videojuegos
- Hayate the Combat Butler - Saki Kijima
- Märchen Awakens Romance - Dorothy
- Strawberry Panic - Chikaru Minamoto
- ToHeart2 - Karin Sasamori
- Tokyo Mew Mew - Ichigo Momomiya